# Улица Беклемищева
Улица Беклеми́щева — улица в городе Узловая Тульской области. Названа в 1934 году в честь помощника начальника местной милиции Ивана Михайловича Беклемищева (1893—1918), погибшего при исполнении служебных обязанностей. Главная магистраль города.
В сторону Тулы продолжается Садовой улицей, в сторону Новомосковска — улицей 14 декабря. Пересекается улицами Горбунова, Первомайская, Гагарина, Дзержинского, Володарского, Трегубова, Октябрьская, Кирова и Горького.
Улица в основном застроена четырёх- и пятиэтажными жилыми домами из красного кирпича. Среди них несколько зданий, построенных в 1950-е годы в стиле сталинского ампира, в интерьерах которых под высокими потолками сохранились розетки и лепнина.

## Здания
По нечётной стороне:
- дом 83 — Узловский филиал Тульского областного медицинского колледжа

По чётной стороне:
- дом 38а — Узловская районная больница
- дом 48 — Узловский художественно-краеведческий музей

## Известные жители
- Матвей Кузякин — Герой Советского Союза (1944), участник Великой Отечественной войны. С 1965 по 1998 год жил в доме № 97.
- Лев Орехов — директор Узловского химического завода. С 1967 по 1995 год жил в доме № 48.
- Шамиль Хисамутдинов — олимпийский чемпион 1972 года по классической борьбе. Жил в доме № 97.

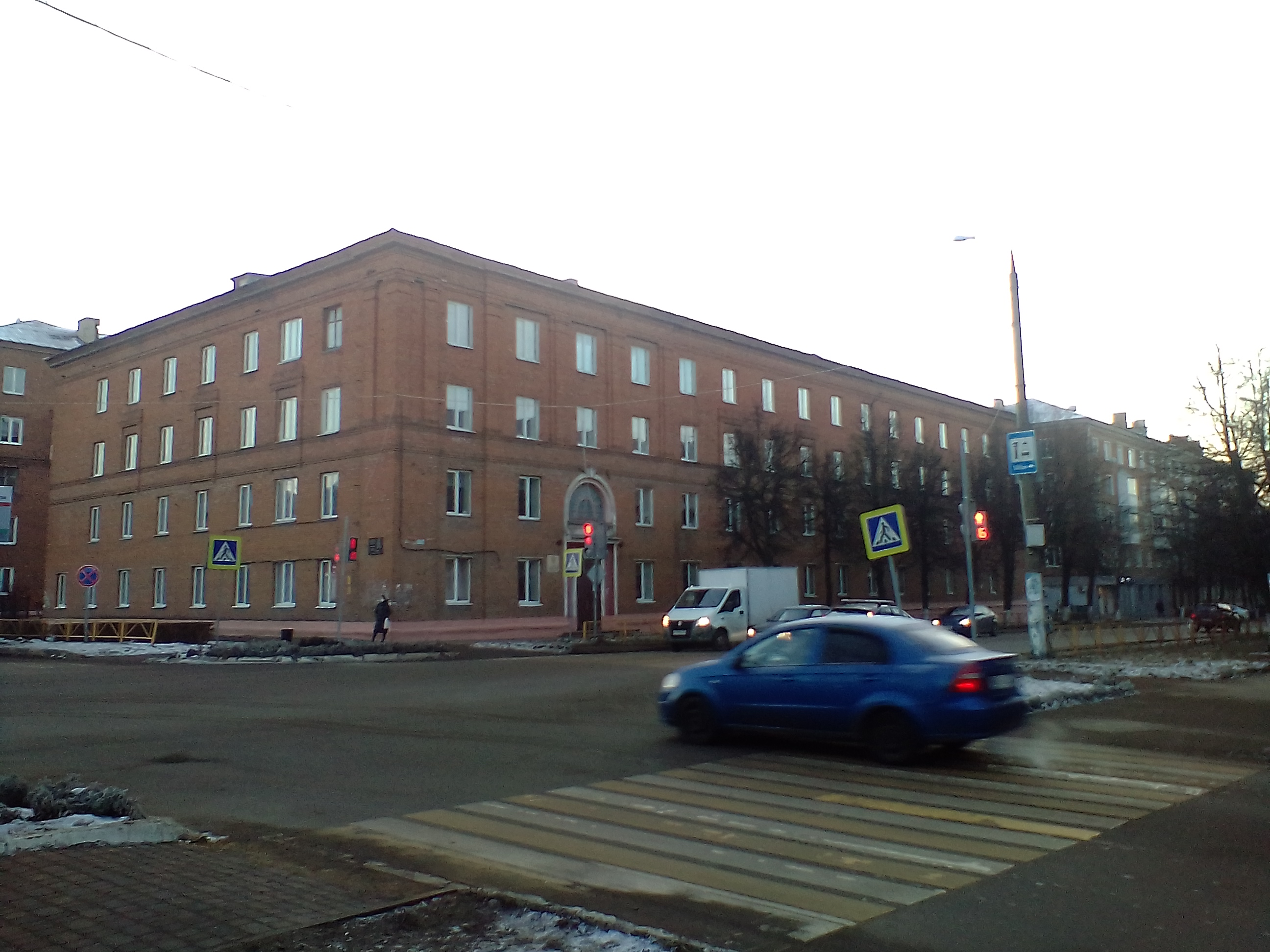
Медицинский колледж
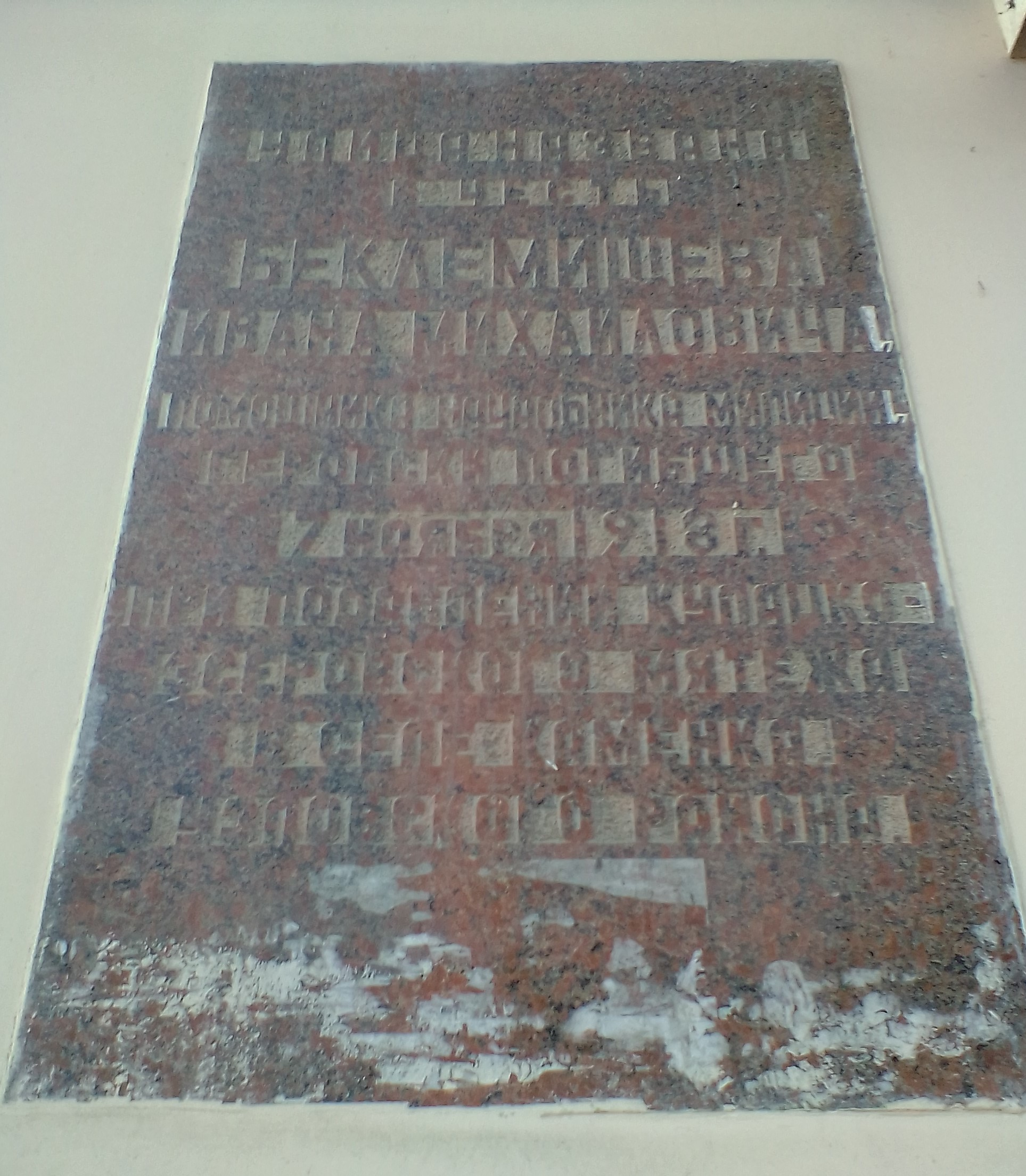
Мемориальная доска в честь Ивана Беклемищева
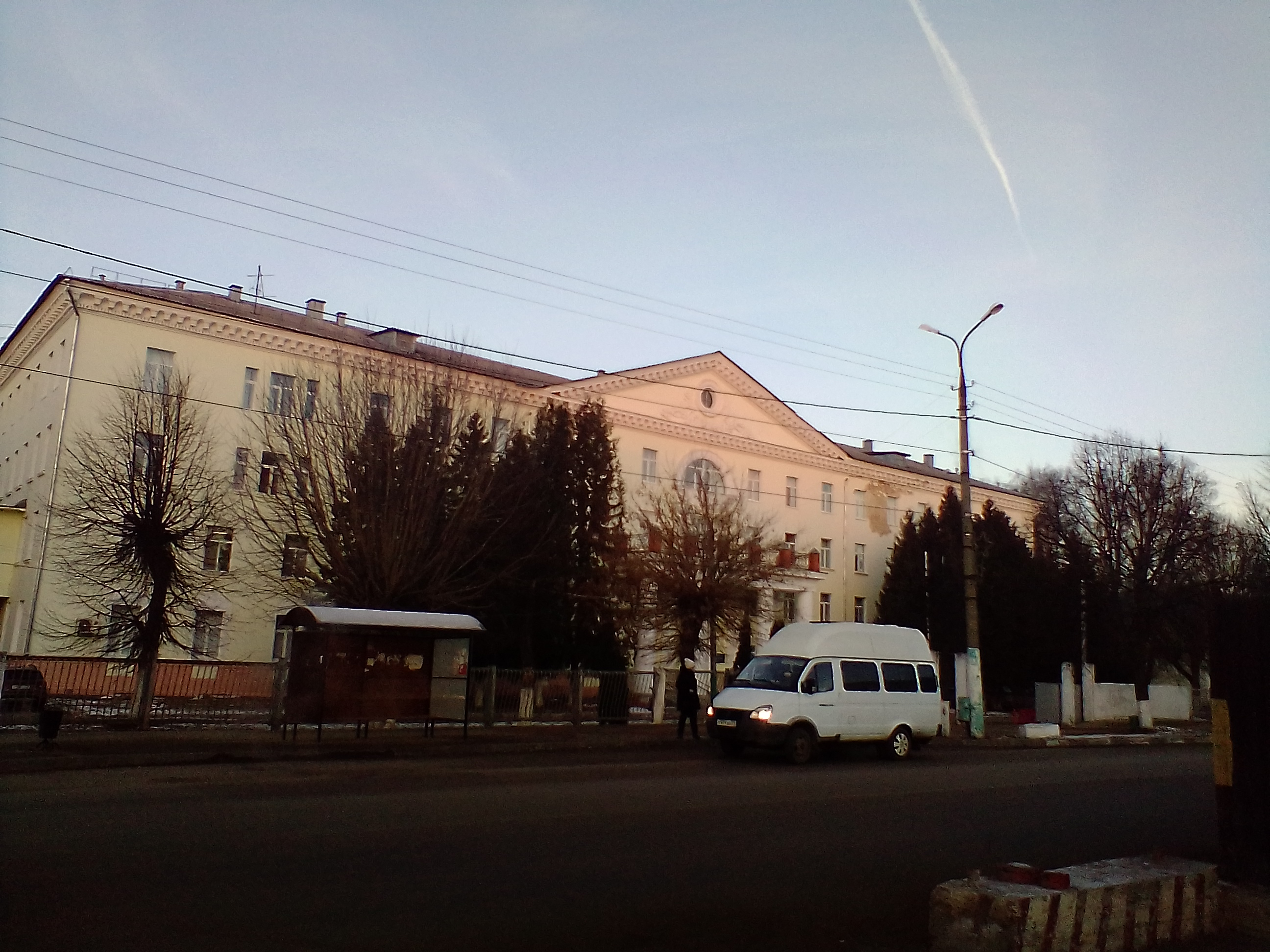
Районная больница